# District de Dol
Le district de Dol est une ancienne division territoriale française du département d'Ille-et-Vilaine de 1790 à 1795.
Il était composé des cantons de Dol, Antrain, Basouges, Combourg, Dingé, Ros sur Couesnon, Sens, Trans et le Vivier.